# John Straffen
John Thomas Straffen (ur. 27 lutego 1930 w Hampshire, zm. 19 listopada 2007 w więzieniu Frankland) – brytyjski seryjny morderca, najdłużej odbywający karę więzień w historii Wielkiej Brytanii.
9 sierpnia 1951 roku został aresztowany pod zarzutem zamordowania 9-letniej Cicely Batstone. Wkrótce został też oskarżony o zamordowanie 6-letniej Brendy Goddard. 29 kwietnia 1952 roku uciekł z szpitala psychiatrycznego, gdzie został osadzony i zamordował 5-letnią Linde Bowyer. Za to morderstwo został skazany na karę śmierci. Do egzekucji nie doszło, gdyż wkrótce został uznany za niepoczytalnego i ułaskawiony. Nie wrócił jednak do szpitala psychiatrycznego, lecz został umieszczony w więzieniu, gdzie spędził 55 lat. 
Jego pobyt w więzieniu został tak skomentowany przez autora kryminałów Jonathana Goodmana: "Powłóczący nogami obłąkany Straffen jest w więzieniu tylko dlatego, że żaden szpital psychiatryczny nie jest wystarczająco bezpieczny, by gwarantować jego zamknięcie."